# Oorlogsmisdadiger

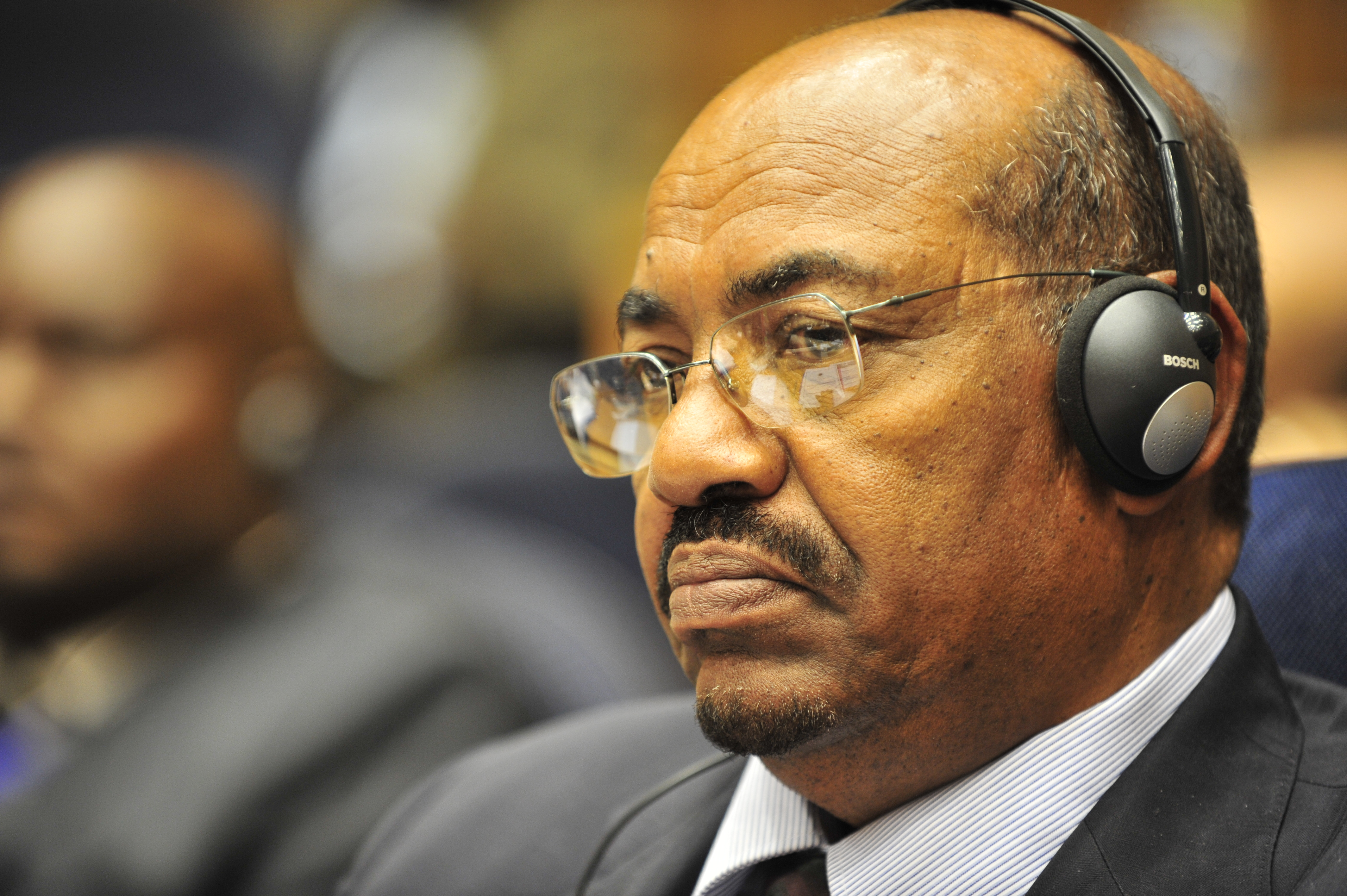
Omar al-Bashir wordt verdacht van oorlogsmisdaden.

Een oorlogsmisdadiger is iemand die oorlogsmisdaden heeft gepleegd. Bijvoorbeeld een oorlogsmisdrijf of een ander internationaal misdrijf dat in tijd van oorlog is gepleegd (zoals een misdrijf tegen de menselijkheid, genocide of misdrijf tegen de vrede).
In het dagelijkse spraakgebruik wordt de term oorlogsmisdadiger ook gebruikt om collaborateurs, politieke delinquenten en andere verraders mee aan te duiden. Dit gebruik moet als foutief worden gezien.
Het begrip kan in verschillende contexten dus verwijzen naar:
- oorlogsmisdadiger in het internationaal recht, iemand die tijdens een oorlog een delict tegen het humanitair oorlogsrecht, de menselijkheid of het volkenrecht pleegt
- oorlogsmisdadiger in het oorlogsrecht, iemand die tijdens een oorlog een delict tegen de wetten en gebruiken van de oorlog pleegt
- collaborateur, iemand die in tijd van oorlog met de vijand tegen zijn eigen land samenspant
  - inciviek, iemand die tijdens de Tweede Wereldoorlog in België steun heeft verleend aan de Duitse bezetter
  - politiek delinquent, iemand die tijdens de Tweede Wereldoorlog in Nederland steun heeft verleend aan de Duitse bezetter.
- landverrader, iemand die in of buiten oorlogstijd opzettelijk de veiligheid van zijn land in gevaar brengt